# Rote Liste gefährdeter Arten Japans
Die Rote Liste gefährdeter Arten Japans ist eine Liste gefährdeter Wildtier- und Pflanzenarten. International werden Rote Listen gefährdeter Arten von der International Federation of Nature Conservation (IUCN) und in Japan vom Umweltministerium, lokalen Regierungen und Nichtregierungsorganisationen erstellt.
Für Japan bewertet das Japanische Umweltministerium dabei das Aussterberisiko jeder in Japan lebenden Wildtier- und pflanzenart aus biologischer Sicht und erstellt daraus rote Listen für Tiere, Säugetiere, Vögel, Amphibien, Reptilien, Brack-/Süßwasserfische, Insekten, Land-/Süßwassermollusken und andere wirbellose Tiere, sowie für Pflanzen, Gefäßpflanzen, Moos, Algen, Flechten und Pilze.
Die Gesamtüberprüfung der gefährdeten Arten wird ungefähr alle fünf Jahre durchgeführt. Ab 2015 werden Arten deren Gefährdungskategorie aufgrund einer Verschlechterung des Lebensraums oder ähnlichem erneut untersucht werden müssen, jederzeit nach Bedarf einzeln überarbeitet. Die letzte überarbeitete Ausgabe ist die Rote Liste 2020. Die Anzahl der gefährdeten Arten im Vergleich zur Roten Liste 2019 stieg um 40 Arten auf 3716.

## Gefährdungskategorien
- EX: Extinct (nach dem Jahr 1500 ausgestorben)
- EW: Extinct in the Wild (in der Natur ausgestorben)
- CR: Critically Endangered (vom Aussterben bedroht)
- EN: Endangered (stark gefährdet)
- VU: Vulnerable (gefährdet)
- NT: Near Threatened (potenziell gefährdet)
- DD: Data Deficient (ungenügende Datengrundlage)
- LP: Locally endangered Population – Regional isolierte Populationen mit hohem Aussterberisiko

## Klassifikationsgruppen
Die Rote Liste gefährdeter Arten des Japanischen Umweltministeriums von 2020 ist in folgender Tabelle nach den Klassifikationsgruppen und Gefährdungskategorien unterteilt gelistet. Die Zahlen in Klammern geben die Anzahl der Arten in der Roten Liste 2019 an, falls sich diese 2020 geändert hat.
| Klassifikationsgruppe  | Anzahl der zu bewertenden Arten | EX      | EW | CR          | EN          | VU          | NT          | DD        | Gesamtzahl  | LP      | Liste |
| ---------------------- | ------------------------------- | ------- | -- | ----------- | ----------- | ----------- | ----------- | --------- | ----------- | ------- | --- |
| Säugetiere             | 160                             | 7       | 0  | 12          | 13 (12)     | 9           | 17 (18)     | 5         | 63          | 26 (23) | Rote Liste gefährdeter Säugetiere Japans                                                                                     |
| Vögel                  | 700                             | 15      | 0  | 24          | 31          | 43          | 22 (21)     | 17        | 152 (151)   | 2       | Rote Liste gefährdeter Vögel Japans                                                                                          |
| Reptilien              | 100                             | 0       | 0  | 5           | 9           | 23          | 17          | 3 (4)     | 57 (58)     | 5       | Rote Liste gefährdeter Reptilien Japans                                                                                      |
| Amphibien              | 91 (76)                         | 0       | 0  | 5 (4)       | 20 (13)     | 22 (12)     | 19 (22)     | 1         | 67 (52)     | 0       | Rote Liste gefährdeter Amphibien Japans                                                                                      |
| Brack-/Süßwasserfische | > 400                           | 3       | 1  | 71          | 54          | 44          | 35          | 37        | 245         | 15      | Rote Liste gefährdeter Süß- und Brackwasserfische Japans                                                                     |
| Insekten               | > 32.000                        | 4       | 0  | 75 (71)     | 107 (106)   | 185 (186)   | 351 (350)   | 153       | 875 (870)   | 2       | Rote Liste gefährdeter Insekten Japans                                                                                       |
| Mollusken              | > 3.200                         | 19      | 0  | 39 (33)     | 28 (16)     | 328         | 440 (445)   | 89        | 1177 (1169) | 13      | Rote Liste gefährdeter Land- und Süßwassermollusken Japans (jap.: 貝類レッドリスト (環境省))                                 |
| Andere Wirbellose      | > 5.300                         | 1 (0)   | 0  | 0           | 2           | 43          | 42          | 44        | 152 (151)   | 0       | Rote Liste gefährdeter anderer wirbelloser Land- und Süßwasserlebewesen Japans (jap.: その他無脊椎動物レッドリスト (環境省)) |
| Teilsumme Tiere        |                                 | 49 (48) | 1  | 231 (220)   | 264 (243)   | 697 (688)   | 943 (950)   | 349 (350) | 2787 (2759) | 63 (60) | |
| Gefäßpflanzen          | > 7.000                         | 28      | 11 | 529 (525)   | 520         | 741         | 297         | 37        | 2163 (2159) | 0       | Rote Liste gefährdeter Gefäßpflanzen Japans (jap.: 維管束植物レッドリストの変遷 (環境省))                                    |
| Moose                  | > 1.800                         | 0       | 0  | 137 (138)   | 137 (138)   | 103         | 21          | 21        | 282 (283)   | 0       | Rote Liste gefährdeter Moose Japans                                                                                          |
| Algen                  | > 3.000                         | 4       | 1  | 95          | 95          | 21          | 41          | 40        | 202         | 0       | Rote Liste gefährdeter Algen Japans                                                                                          |
| Flechten               | > 1.600                         | 4       | 0  | 2 (0)       | 0           | 20          | 41          | 46        | 154 (152)   | 0       | Rote Liste gefährdeter Flechten Japans                                                                                       |
| Pilze                  | > 3.000                         | 25 (26) | 1  | 37 (39)     | 37 (39)     | 24 (23)     | 21          | 51 (50)   | 159 (160)   | 0       | Rote Liste gefährdeter Pilze Japans                                                                                          |
| Teilsumme Pflanzen     |                                 | 61 (62) | 13 | 1361 (1358) | 1361 (1358) | 909 (908)   | 421         | 195 (194) | 2961 (2956) | 0 (0)   | |
| Summe                  |                                 | 110     | 14 | 2110 (2080) | 2110 (2080) | 1606 (1596) | 1364 (1371) | 544       | 5748 (5715) | 63 (60) | |

## Meereslebewesen
Nicht aufgelistet mit Ausnahme einiger Arten aus der Klasse der Säugetiere und Reptilien (z. B. Dugong, Schildkrötenarten) werden Meereslebewesen. Aufgrund des wachsenden Interesses wurde 2012 jedoch mit der Erstellung einer Roten Liste für Meereslebewesen begonnen. Im März 2017 wurde die „Rote Liste der Meereslebewesen“ des Umweltministeriums veröffentlicht, in der die fünf Kategorien Fische, Korallen, Krebstiere, Kopffüßer und andere wirbellose Tiere zusammengefasst und nach Gefährdungskategorie aufgeführt sind. Die Anzahl der als gefährdet angegebenen Arten war 56, jedoch ist die Anzahl der Arten mit unzureichender Datengrundlage mit 224 noch sehr hoch. In Kombination mit der bestehenden Roten Liste und der Roten Liste der Meereslebewesen beträgt die Gesamtzahl der vom Umweltministerium ausgewählten gefährdeten Arten in Japan aktuell 3772.
Rote Liste gefährdeter Meereslebewesen Japans (2017)
| Klassifikationsgruppe  | EX | EW | CR | EN | VU | NT  | DD  | LP | Siehe                                                           |
| ---------------------- | -- | -- | -- | -- | -- | --- | --- | -- | --------------------------------------------------------------- |
| Fische                 | 0  | 0  | 8  | 6  | 2  | 89  | 112 | 2  | Rote Liste gefährdeter Salzwasserfische Japans                  |
| Korallen               | 1  | 0  | 0  | 1  | 5  | 7   | 1   | 0  | Rote Liste gefährdeter Korallen Japans                          |
| Krebstiere             | 0  | 0  | 8  | 11 | 11 | 43  | 98  | 2  | Rote Liste gefährdeter Krebstiere Japans                        |
| Weichtiere (Kopffüßer) | 0  | 0  | 0  | 0  | 0  | 3   | 0   | 0  | Rote Liste gefährdeter Kopffüßer und anderer Wirbelloser Japans |
| Andere Wirbellose      | 0  | 0  | 1  | 2  | 1  | 20  | 13  | 1  | Rote Liste gefährdeter Kopffüßer und anderer Wirbelloser Japans |
| Summe                  | 1  | 0  | 17 | 20 | 19 | 162 | 224 | 5  |                                                                 |